# Mühlpleiße

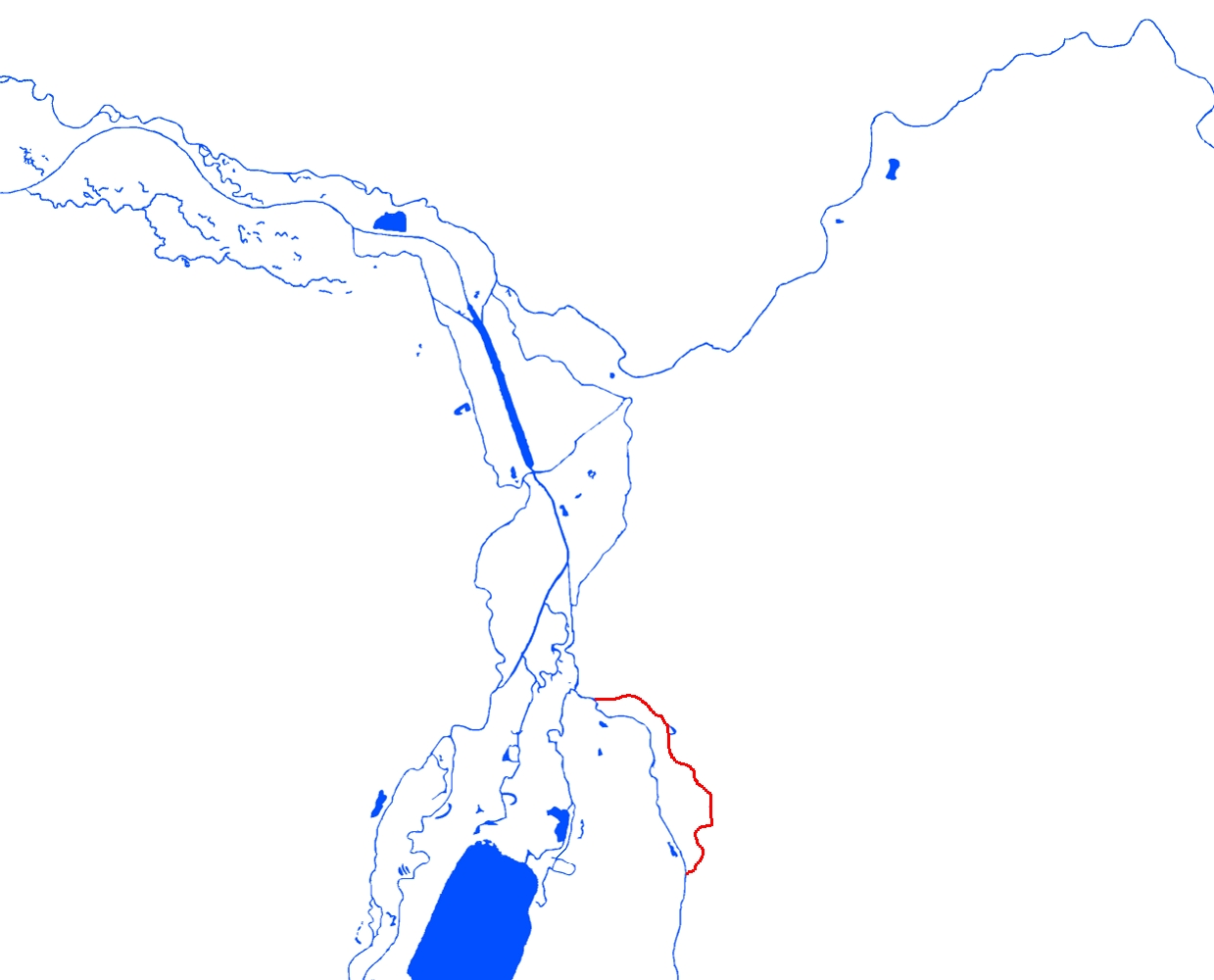
Die Mühlpleiße (rot dargestellt) im Leipziger Gewässerknoten

Die Mühlpleiße ist ein künstlich angelegter Nebenarm der Pleiße  in Markkleeberg  und dem südlichen Stadtgebiet von Leipzig. Wasserrechtlich ist die Mühlpleiße ein Gewässer II. Ordnung.

## Verlauf
Die Mühlpleiße zweigt am Wehr in Markkleeberg von der Pleiße ab und verläuft zunächst durch das agra-Gelände bereits auf Leipziger Gebiet. Nach dem Passieren des Torhauses Dölitz und der Dölitzer Mühle unterquert sie den Goethesteig und die Raschwitzer Straße, stets im Grenzbereich zwischen Auenwald und Siedlungsgebiet verlaufend. Von der Apitzschgasse an fließt sie am südlichen Rand der Connewitzer Bebauung entlang und unterquert am ehemaligen Eiskeller (heute Conne Island) die Koburger Straße. Dann wendet sie sich aus ihrer im Allgemeinen nördlichen Richtung nach Westen, unterquert die Bundesstraße 2 und mündet an der Hakenbrücke wieder in die Pleiße.
Die Länge der Mühlpleiße beträgt 4,2 Kilometer.

## Geschichte
Die Mühlpleiße wurde zwischen 1200 und 1250 von den drei Dörfern Dölitz, Lößnig und Connewitz in Gemeinschaftsarbeit zum Betrieb ihrer Mühlen angelegt. Das Abzweigwehr lag bis zur Verlegung und Begradigung der Pleiße wegen des Braunkohlentagebaus Espenhain zwischen Markkleeberg-Mitte und Markkleeberg-Ost. Deshalb war die historische Mühlpleiße 700 Meter kürzer. Überschüssiges Wasser konnte in so genannten Abschlaggräben zur Pleiße abgeleitet werden, von denen der Lößniger noch existiert. Von den drei Mühlen war die Dölitzer am längsten in Betrieb und zwar bis 1967. Sie ist auch die einzige, deren Gebäude noch existiert. Seit 2006 treibt die Mühlpleiße hier eine 5 kW-Wasserkraftanlage an. Die Lößniger Mühle wurde in den 1890er-Jahren abgerissen, weil der Platz an Wald und Wasser zum Bau herrschaftlicher Villen benötigt wurde. Die Connewitzer Mühle, die am Eingang zur Mühlholzgasse lag, wurde im  Zweiten Weltkrieg zerstört. Genutzt wurde das Wasser der Mühlpleiße außerdem vom ehemaligen Kraftwerk an der Bornaischen Straße als Kühlwasser.

## Der Verlauf im Bild

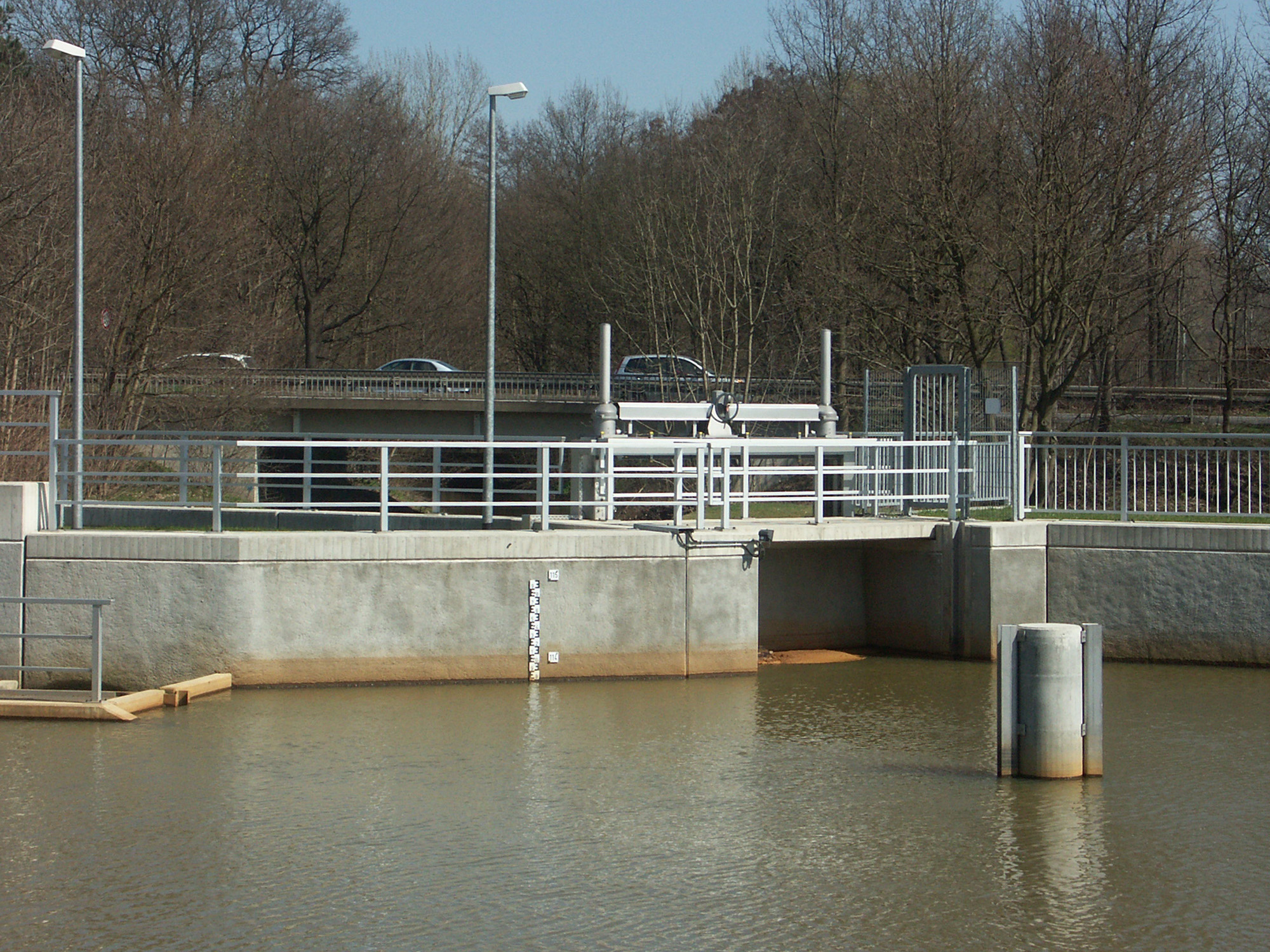
Beginn am Markkleeberger Wehr
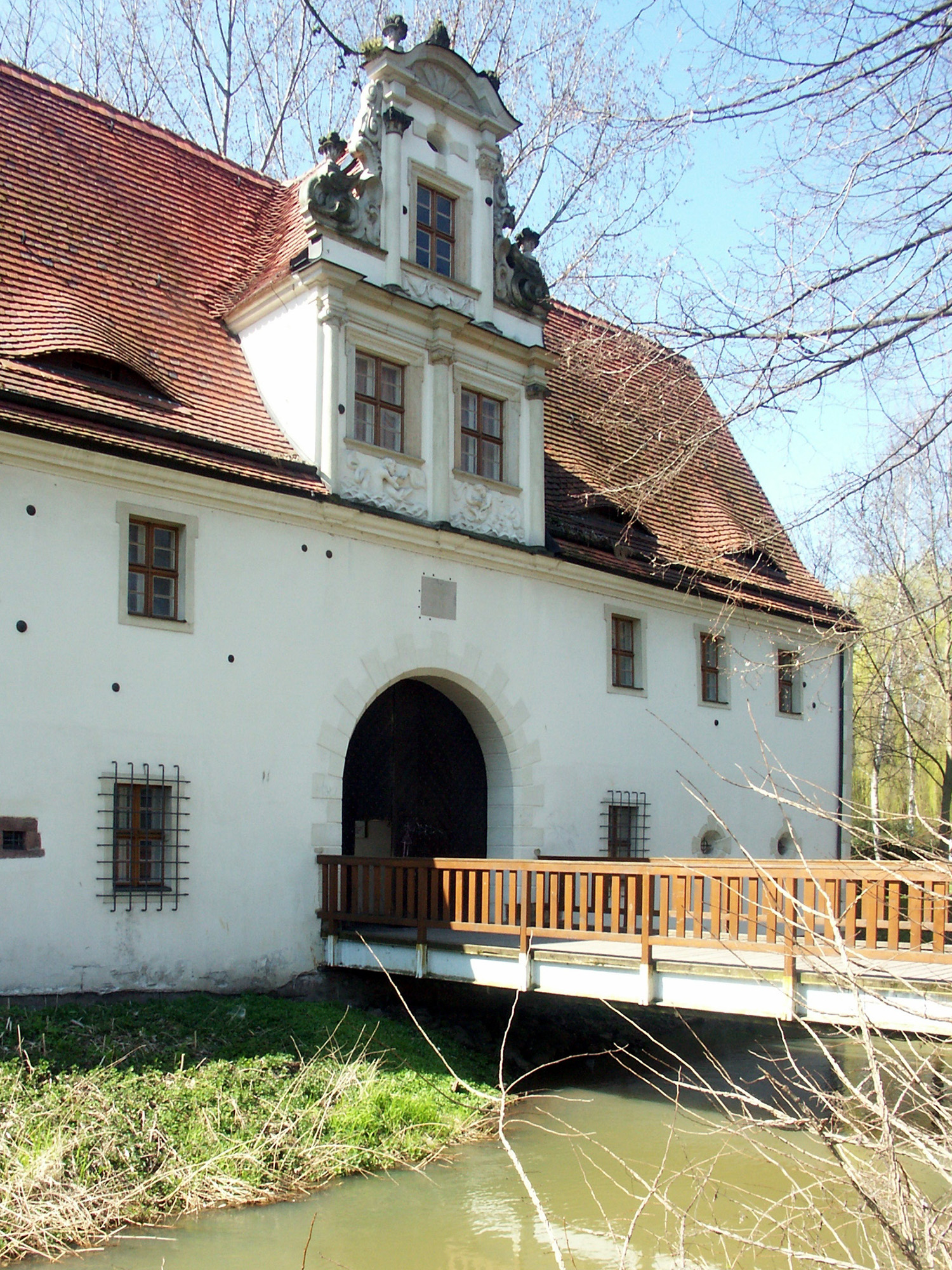
Am Torhaus Dölitz
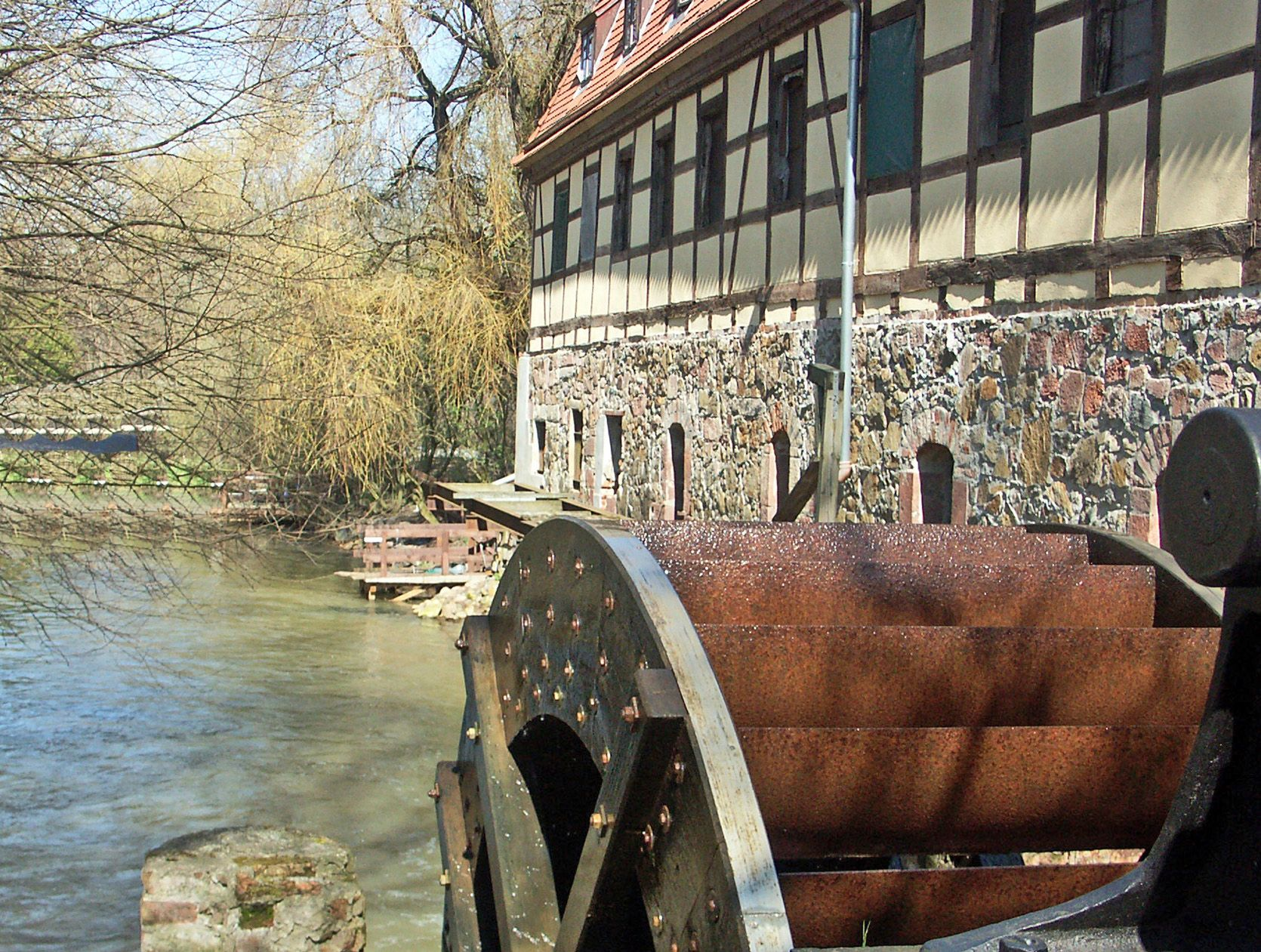
Dölitzer Mühle mit Wasserkraftanlage
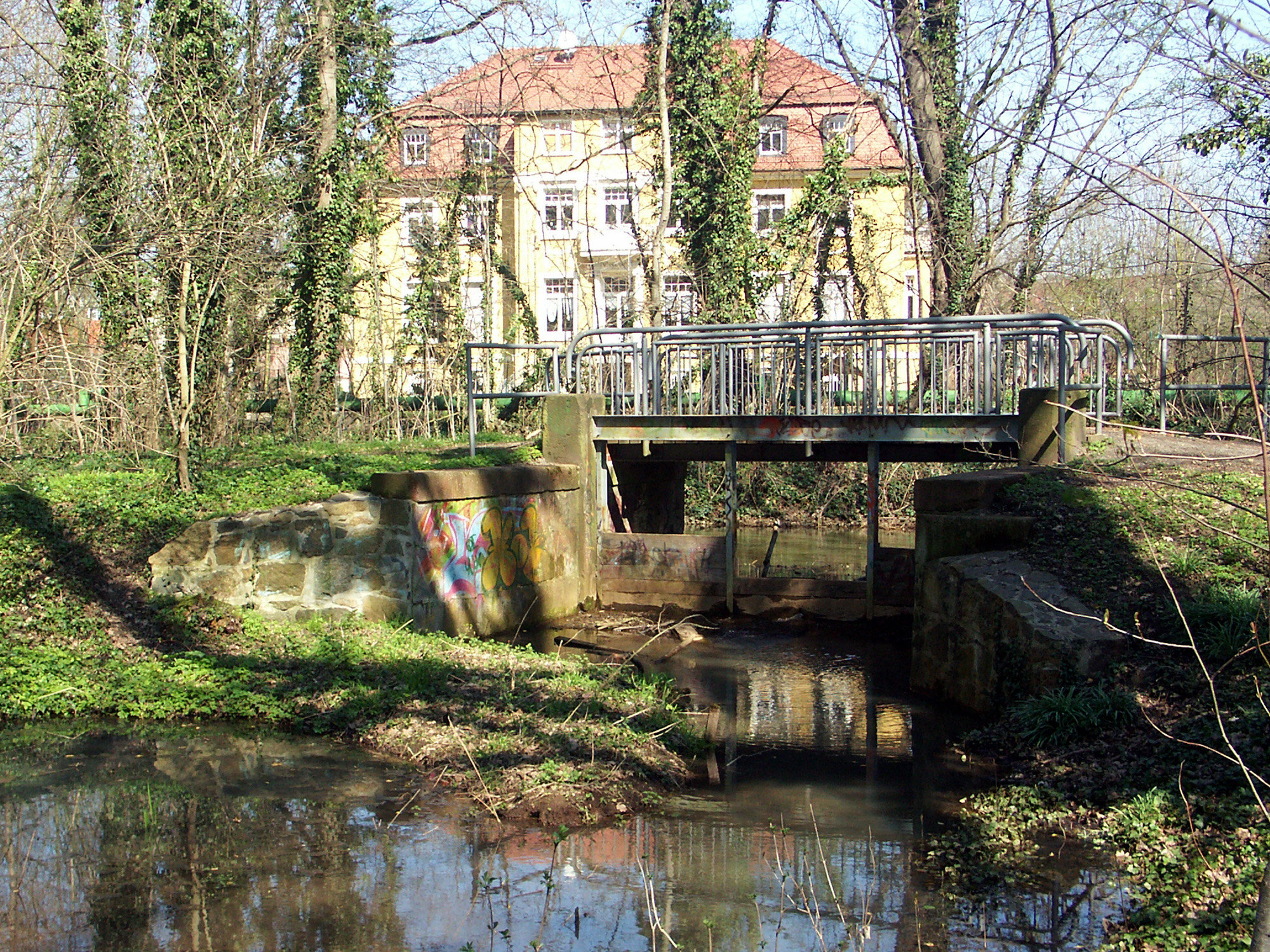
Am Lößniger Abschlaggraben
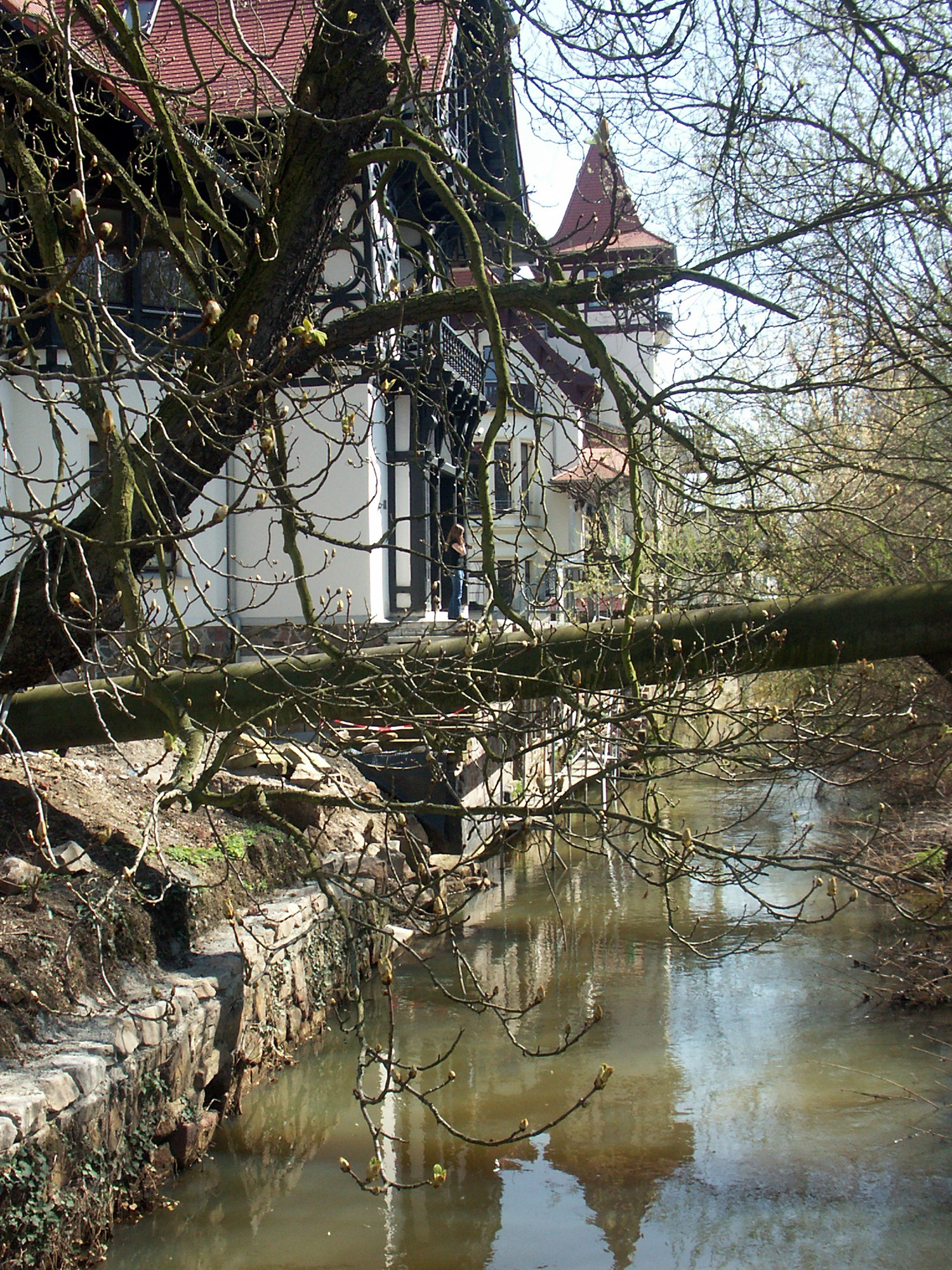
In Lößnig an der Raschwitzer Straße
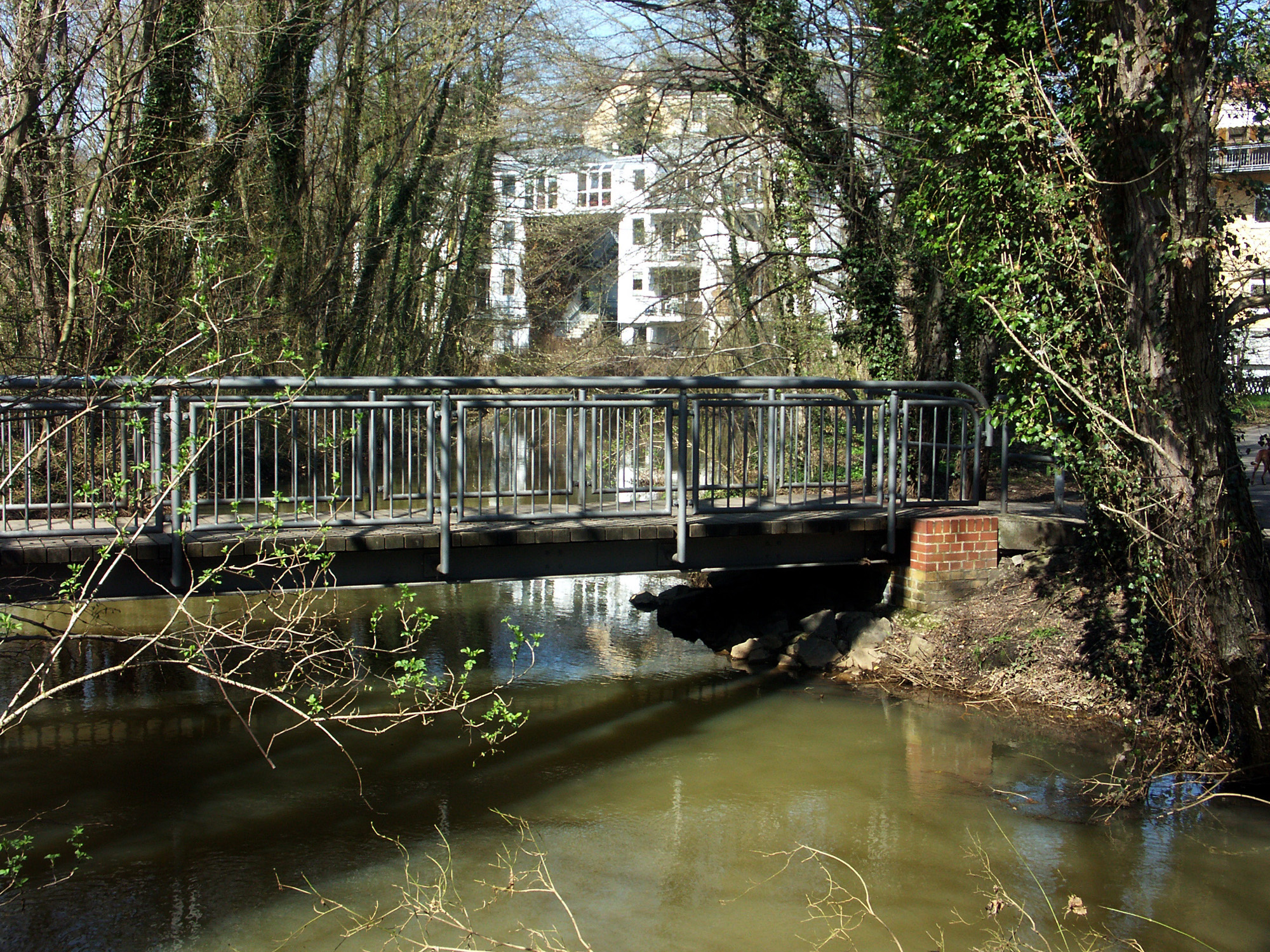
An der Apitzschgasse
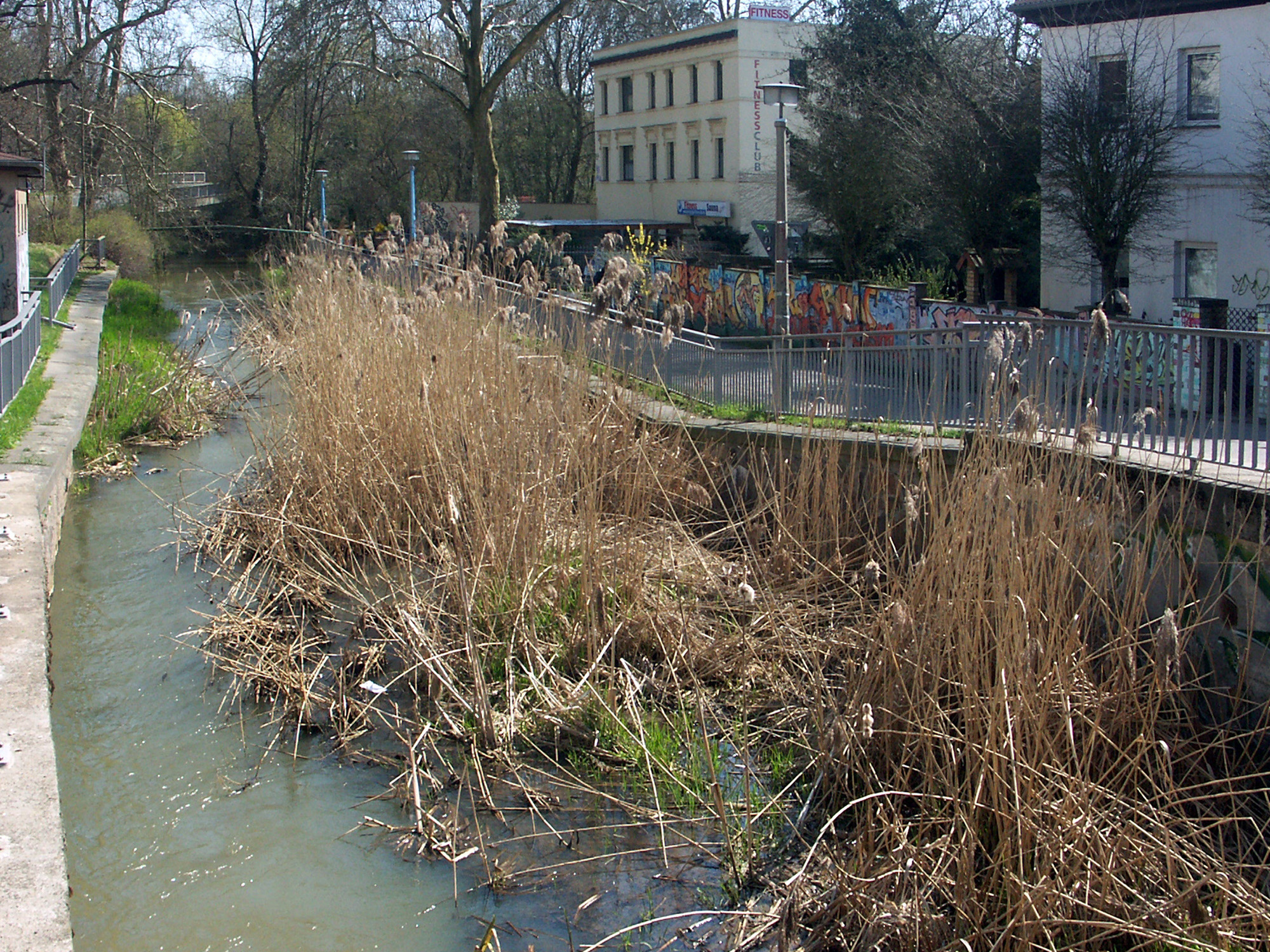
Am Eiskeller
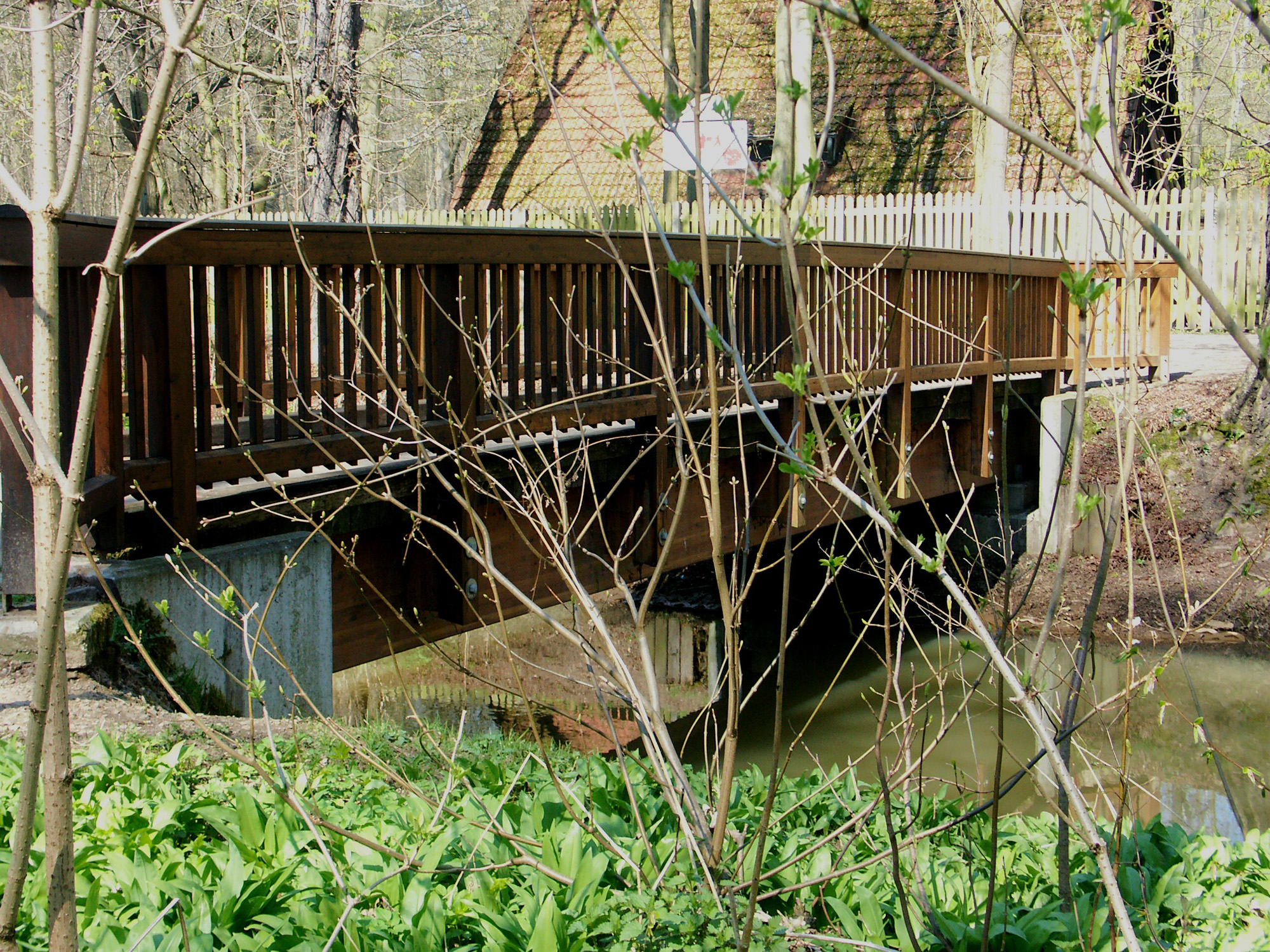
Am Filtersteg im Connewitzer Holz
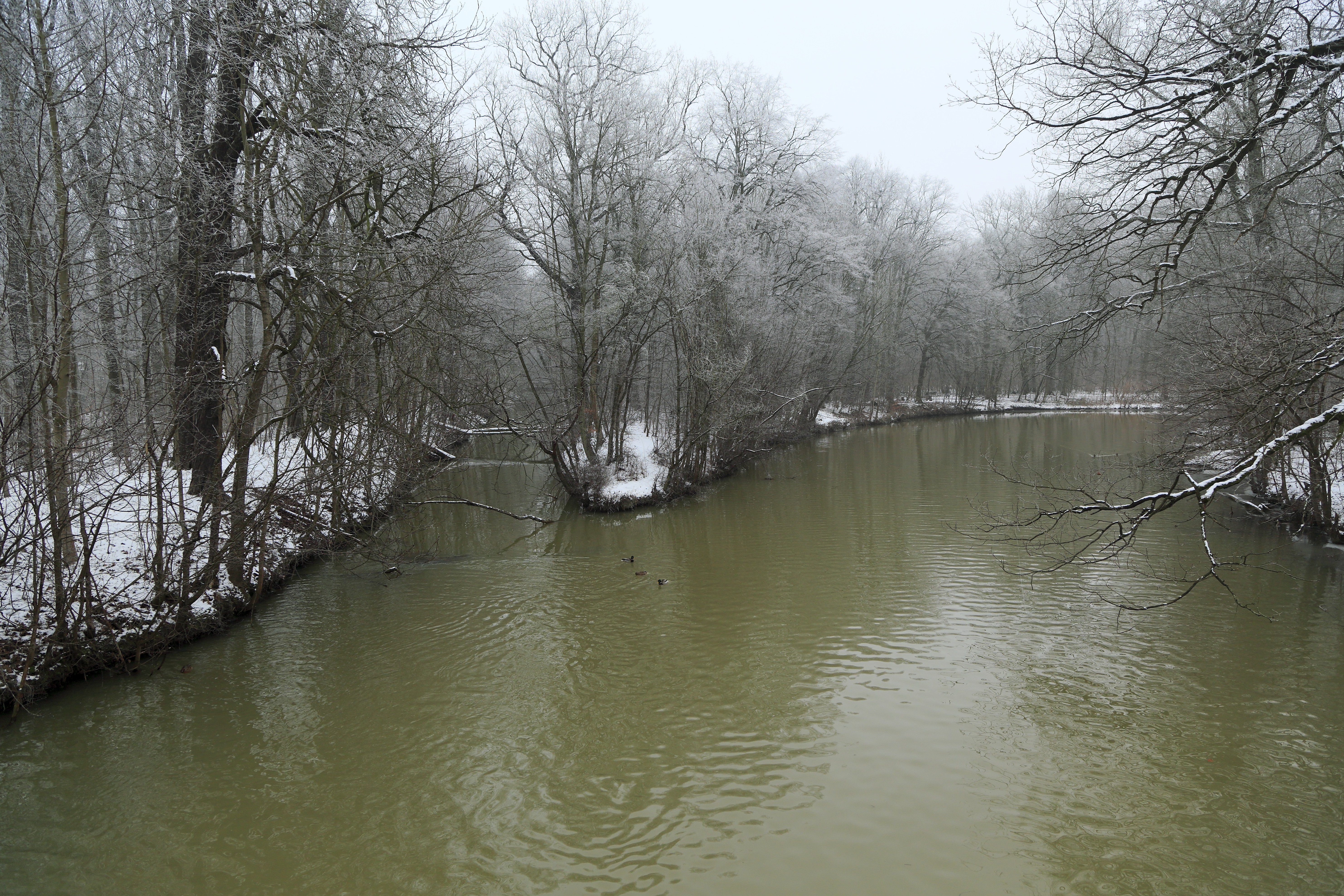
Mündung an der Hakenbrücke